# The Uniques (Jamajka)
The Uniques su bili vokalni glazbeni sastav s Jamajke. Izvodili su ska, rocksteady i reggae glazbu. Osnovani su 1966. godine. Nekoliko su puta promijenili članove, a bili su aktivni sve do kasnih 1970-ih.
Uz ovaj sastav je u svezi i sastav The Techniques.

## Povijest
The Uniques su izvorno bili vokalni trio Roy Shirley, Slim Smith i Franklyn White, (zadnja dvojica su bila iz sastava The Techniques) koji je izdao par singlica 1966. godine. Sastav je potom bio raspušten, no kasne 19678. je Smith formirao novi sastav s Jimmyjem Rileyem i Lloydom Charmersom. Nova postava je debitirala skladbom Watch This Sound, cover verzijom skladbe Stephena Stillsa For What It's Worth, koja je u to vrijeme bila hit zajedno s nizom singlova koji su uslijedili; velik dio istih je producirao Bunny Lee, uključujući My Conversation, koju je Lee prodao Rupie Edwardsu, koji je koristio ritam da bi snimio jednoritamski album Yamaha Skank. Prvi album ovog sastava, album Absolutely The Uniques, izdao je Trojan Records 1969., iako su se razišli iste godine.
Bunny Lee je izdao album 1970-ih, a ime ove grupe je nakratko oživio Riley i Cornell Campbell 1977. za Give Thanks te opet 1997. s Al Campellom koji se pridružio Cornellu i Rileyu na albumu The Uniques.

## Diskografija

### Albumi
- Absolutely The Uniques (1969.) Trojan
- Showcase vol. 1 (1978.) Third World/Jackpot
- Give Thanks (1979.) Plant (snimljena 1977.)
- The Best of The Uniques (1994.) Trojan
- Watch This Sound (1998.) Pressure Sounds
- The Uniques (1999.) Charm

### Singlovi
- "The Journey" (1966.), Rio (B-strana singlice Tommyja McCooka Jerk Time)
- "Do Me Good" (1966.), Rio (B-strana singlice Tommyja McCooka Out of Space)
- "Dry the Water" (1967.), Collins Downbeat
- "Gypsy Woman" (1967.), Island
- "Never Let Me Go" (1967.), Island
- "Let Me Go Girl" (1967.), Island
- "Speak No Evil" (1968.), Island
- "Lesson of Love" (1968.), Island
- "Build My World Around You" (1968.), Island
- "Give Me Some More of Your Loving" (1968.), Island
- "My Conversation" (1968.), Island
- "The Beatitude" (1968.), Island
- "Girl of My Dreams" (1968.), Island
- "Girls Like Dirt" (1968.), Blue Cat (B-strana singlice Glena Adamsa She Is Leaving)
- "More Love" (1968.), Trojan (B-strana singlice Race Fansa Bookie Man)
- "Little Boy Blue" (1968.), Giant (na omotu su kao izvođači navedeni Pat Kelly i The Uniques)
- "Facts of Life" (1968.), Island (na omotu su kao izvođači navedeni Roy Shirley i The Uniques)
- "Watch This Sound" (1968.), Trojan (na omotu su kao izvođači navedeni Slim Smith i the Uniques)
- "My Woman's Love" (1969.), Crab (B-strana singlice The Melodiansa When There Is You)
- "Forever" (1969.), Duke (B-strana singlice Lloyda Tyrella Cooyah)
- "Secretly" (1969.), Dr. Bird
- "Too Proud to Beg" (1969.), Gas
- "Crimson & Clover" (1969.), Nu-Beat
- "I'll Make You Love Me" (1969.), Nu-Beat
- "A-Yuh" (1969.), Trojan
- "The Beatitude"/"My Conversation" (1969.), Trojan